# ベイクド・アラスカ

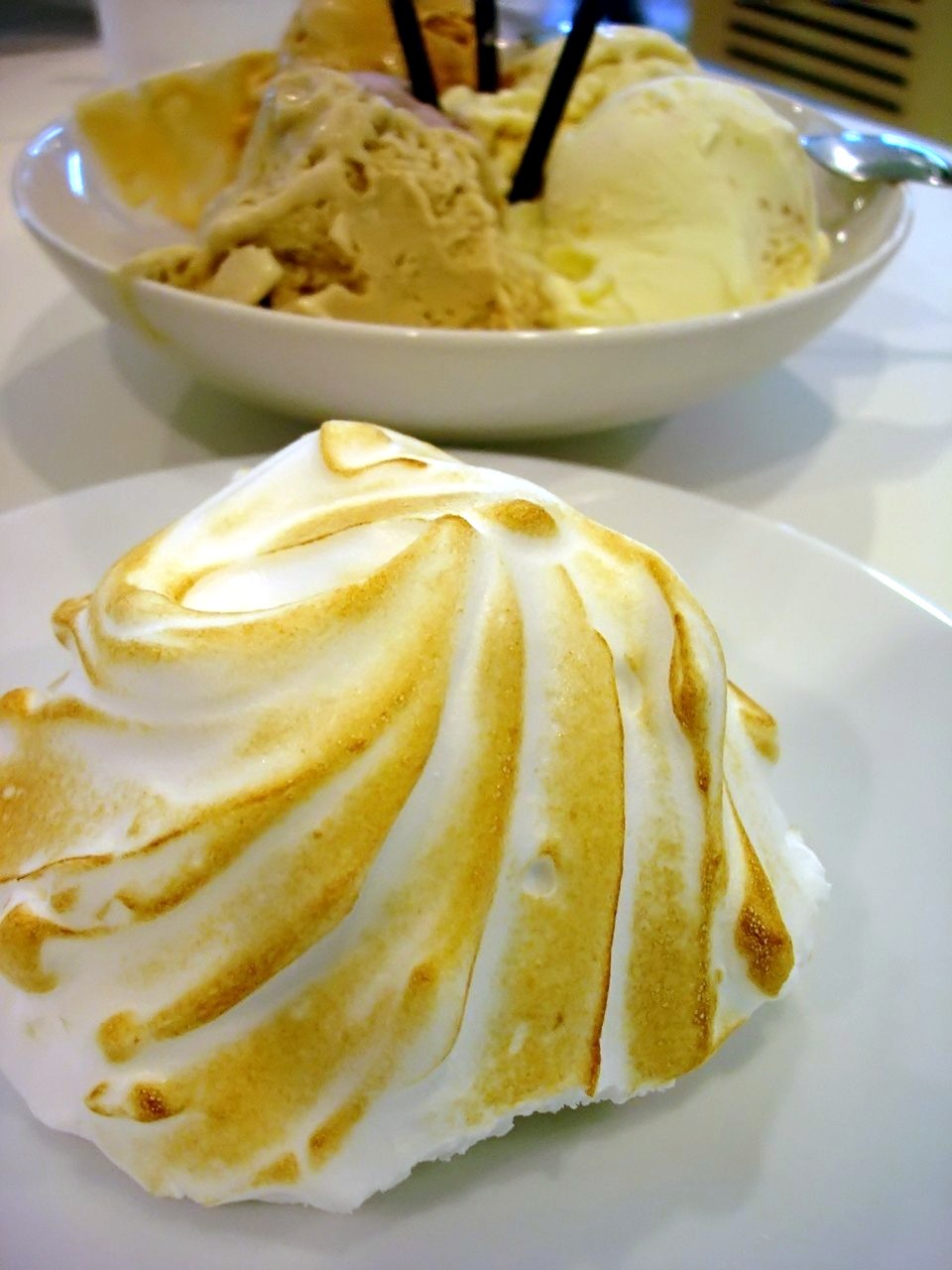
ベイクド・アラスカ。

ベイクド・アラスカ（英語: Baked Alaska）は、アイスクリームの周りにケーキ生地をのせてメレンゲで覆い、焼き目をつけた菓子である。グラス・オ・フー（glace au four）やノルウェー風オムレツ（omelette à la norvégienne / Norwegian omelette）、オムレツ・サプライズ（omelette surprise）と呼ばれることもある。類似の料理として、香港の氷山大火（冰山大火）がある。

## 概要
ベイクド・アラスカを作る際は、まずアイスクリームの周りにスライスしたスポンジケーキもしくはクリスマス・プディングをのせ、全体をメレンゲで覆う。次に、高温のオーブンに短時間入れ、メレンゲが固まるまで加熱を行う。メレンゲが断熱材の役割を果たし、加熱も短時間のためアイスクリームが溶け出すことはない。
ベイクド・アラスカの名称の由来について、1876年にデルモニコスのシェフ、チャールズ・ランホーファーがアラスカがアメリカ合衆国領となったことにちなんで名付けたという説がよく見られる。しかし名付けたことを示す当時の記録は存在しないし、この名前が使われるようになったのはもっと後のことである。ランホーファー自身は1894年にこの料理を「アラスカ・フロリダ」と呼んでおり、熱さと冷たさを対比した名称と思われる。「ノルウェー風オムレツ」という名称もまた、ノルウェーの低い気温にちなんだ命名となっている。
アメリカ合衆国では、2月1日はベイクド・アラスカの日とされている。
ベイクド・アラスカは、哲学者ジャン＝ポール・サルトルの『嘔吐』にも登場する。

## バリエーション

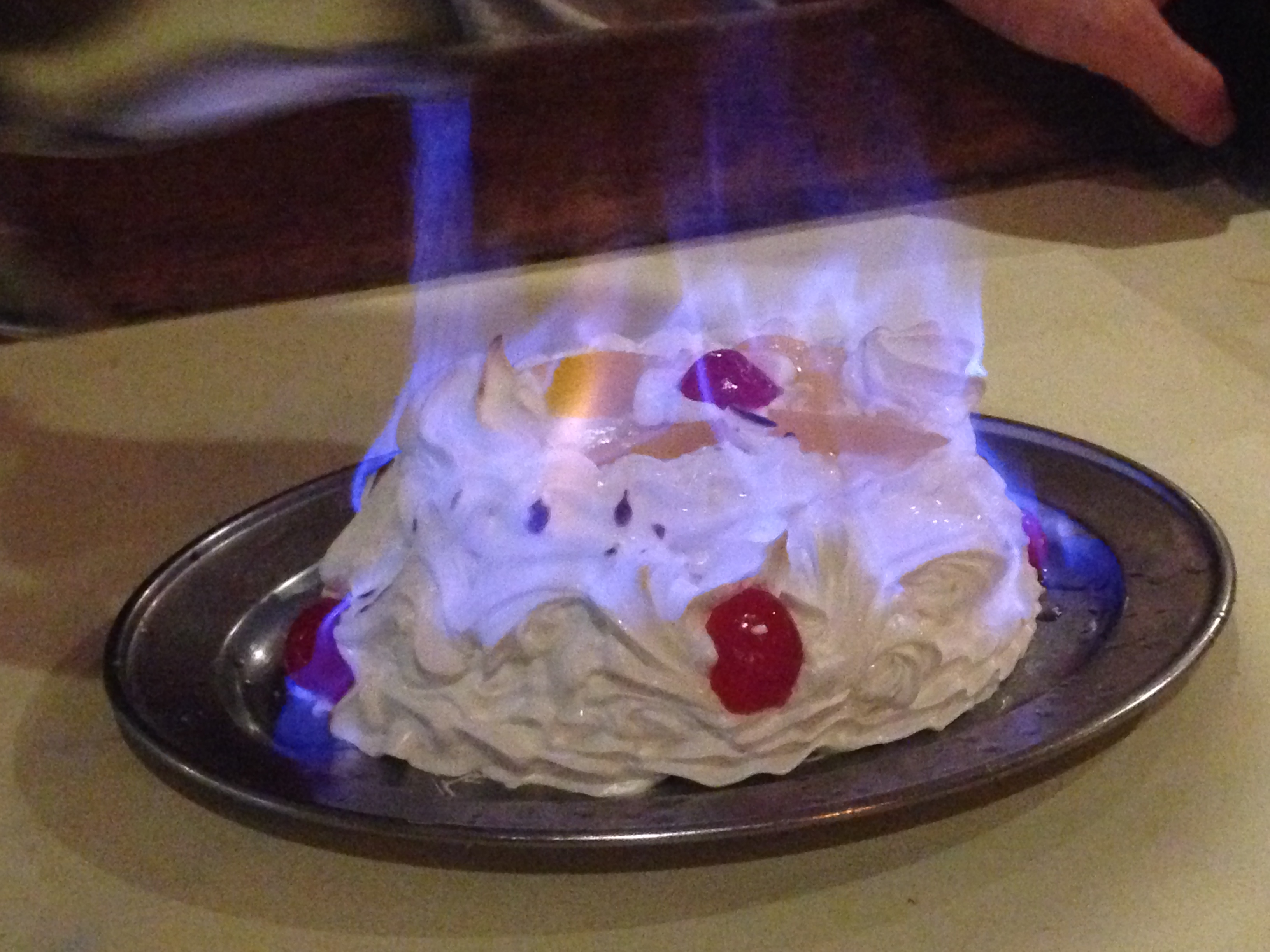
アルコールでフランベしたボンベ・アラスカ、シンガポール。

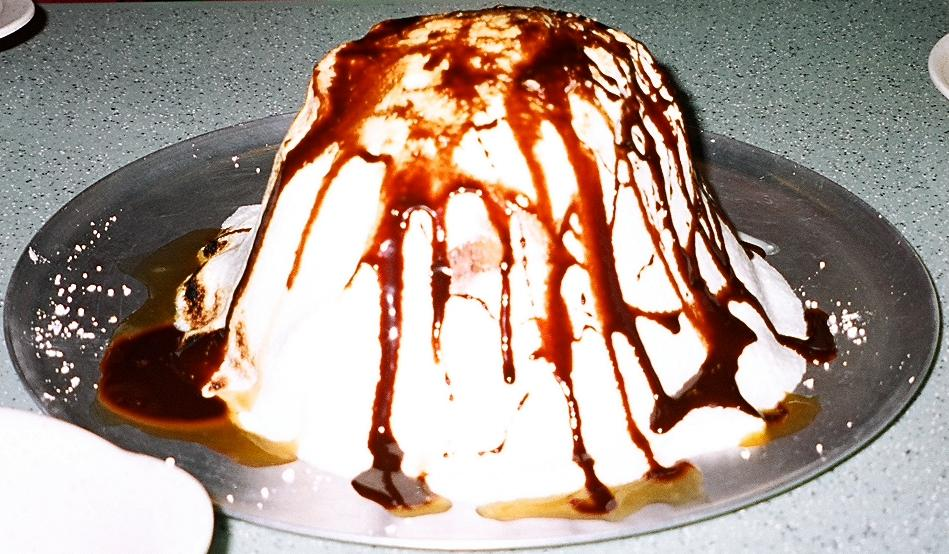
香港で人気のある菓子、氷山大火。アイスクリーム、スポンジケーキ、クリーム、シロップ、ウィスキーを使用して作る。

1969年、ハンガリーの物理学者で分子ガストロノミストのニコラス・クルティが電子レンジを用いて、内部を温めたアルコールで満たしたメレンゲの殻を凍らせるという、ベイクド・アラスカの逆の手順をとった料理を製作した。この料理は「フローズン・フロリダ」と呼ばれている。
ベイクド・アラスカの上からダーク・ラムをふりかけた料理は「ボンベ・アラスカ」と呼ばれる。ダーク・ラムをふりかけた後、火をつけてフランベした状態で提供される。
1974年、Jacqueline Halliday Diazにより、スポンジケーキにアイスクリームを詰めるためのくぼみを作る、Cūliniqueと呼ばれるベイクド・アラスカ用のパンが発明されたことで調理過程が簡略化された。
氷山大火（ひょうざんたいか、ビンシャンダーフオ、中国語: 冰山大火、拼音: Bīngshān dàhuǒ、英語: Flame on the Iceberg）は香港で人気のある、ベイクド・アラスカに似た菓子である。氷山大火はスポンジケーキの中央に球状にしたアイスクリームを置き、上にクリームを乗せ、その上からウィスキーとシロップを上からかけてアイスクリームが溶け出す状態で提供される。数十年前は、一部高級ホテルのレストランでのみ見られる料理であったが、現代では香港の多くの西洋料理店や茶餐廳で見られる料理となっている。